# Angraecum palmiforme
Angraecum palmiforme là một loài lan.